# Aleksandar Luković
Aleksandar Luković (Александар Луковић), född den 23 oktober 1982 i Kraljevo, Jugoslavien (nuvarande Serbien), är en serbisk fotbollsspelare (försvarare) som spelar i den serbiska klubben Röda stjärnan i Jelen Superliga och för Serbiska landslaget. Han har tidigare spelat i bland annat italienska fotbollslaget Udinese. 29 juli  2010 skrev Luković under ett 4-års-kontrakt med FC Zenit.